# Oratorio di San Giuseppe (Loro Ciuffenna)
L'oratorio di San Giuseppe o santuario di Santa Maria delle Grazie è un edificio sacro che si trova in località Malva, nel comune di Loro Ciuffenna, in provincia di Arezzo.
L'oratorio cinquecentesco fu costruito intorno ad un tabernacolo molto venerato contenente una Madonna delle Grazie, esattamente un affresco raffigurante la Madonna col Bambino tra San Giovanni Battista ed un santo Papa oggi sull'altare maggiore, recentemente attribuita a Pier Francesco Fiorentino e databile alla metà dell'ultimo decennio del XV secolo.